# 文字燒
文字燒（日语：／ monjyayaki，通稱もんじゃ）是一種發祥於東京月島、盛行於關東地方的鐵板燒小吃。將蔬菜肉類置於鐵板上，再淋上麵糊煎至凝固。其形式類似什錦燒，但口感更為濃稠。

## 源流
文字燒的起源，據傳最早為近畿地方什錦燒的改良。當時關東的點心店為吸引兒童客群，將什錦燒做得更為濃稠並製成甜食。孩童常邊吃邊練字，因而得名。近代鹹味文字燒則發源自戰後昭和20年代的淺草。

## 外部鏈接
- 月島文字推進協會 （页面存档备份，存于）官方網頁